# Sarkin Haoussa
Sarkin Haoussa este o comună rurală din departamentul Mayahi, regiunea Maradi, Niger, cu o populație de 54.438 de locuitori (2001).